# Foledrin
Foledrin (Paredrinol, Pulsotil, Veritol), takođe poznat kao 4-hidroksi-N-metilamfetamin (4-HMA), 4-hidroksimetamfetamin, i para-hidroksimetamfetamin, lek je koji stimuliše simpatički nervni sistem. On se topikalno administrira u obliku kapima za oči radi širenja zenica i može se koristiti za uspostavljanje dijagnoze Hornerovog sindroma.
| Metabolički putevi metamfetamina 4-Hidroksimetamfetamin 4-Hidroksifenilaceton Fenilaceton Benzojeva kiselina Hipurinska kiselina Amfetamin Norefedrin 4-Hidroksiamfetamin 4-Hidroksinorefedrin Foledrin je jedan od metamfetaminska dva neposredna metabolita kod ljudi. |

## Osobine
Foledrin je organsko jedinjenje, koje sadrži 10 atoma ugljenika i ima molekulsku masu od 165,232 .
| Osobina                  | Vrednost |
| ------------------------ | -------- |
| Broj akceptora vodonika  | 2        |
| Broj donora vodonika     | 2        |
| Broj rotacionih veza     | 3        |
| Particioni koeficijent ( | 1,8      |
| Rastvorljivost (logS, log(mol/L))       | -2,3     |
| Polarna površina (PSA, Å2)  | 32,3     |

## Literatura
- Hardman JG, Limbird LE, Gilman AG (2001). Goodman & Gilman's The Pharmacological Basis of Therapeutics (10. изд.). New York: McGraw-Hill. ISBN 0071354697. doi:10.1036/0071422803.
- Thomas L. Lemke; David A. Williams, ур. (2007). Foye's Principles of Medicinal Chemistry (6. изд.). Baltimore: Lippincott Willams & Wilkins. ISBN 0781768799.